# Dendrobium nemorale
Dendrobium nemorale är en orkidéart som beskrevs av Louis Otho Otto Williams. Dendrobium nemorale ingår i släktet Dendrobium, och familjen orkidéer. Inga underarter finns listade i Catalogue of Life.